# Bratiškovci
Bratiškovci su naselje u sastavu Grada Skradina, u Šibensko-kninskoj županiji. Nalaze se oko 7 kilometara sjeverno od Skradina.

## Povijest
Bratiškovci su se od 1991. do 1995. godine nalazili pod srpskom okupacijom, tj. bili su u sastavu SAO Krajine.

## Stanovništvo
Prema popisu iz 2011. godine naselje je imalo 251 stanovnika.
| broj stanovnika | 375   | 535   | 495   | 556   | 682   | 711   | 530   | 591   | 847   | 663   | 621   | 591   | 607   | 582   | 149   | 251   | 233   |
|                 | 1857. | 1869. | 1880. | 1890. | 1900. | 1910. | 1921. | 1931. | 1948. | 1953. | 1961. | 1971. | 1981. | 1991. | 2001. | 2011. | 2021. |